# (7569) 1989 BK
(7569) 1989 BK là một tiểu hành tinh vành đai chính. Nó được phát hiện bởi Yoshiaki Oshima ở Gekko Observatory ở Shizuoka Prefecture of Nhật Bản, ngày 28 tháng 1 năm 1989.